# Dongpu Shuiku
Dongpu Shuiku (kinesiska: 董铺水库) är en reservoar i Kina. Den ligger i provinsen Anhui, i den östra delen av landet, nära eller i provinshuvudstaden Hefei. Dongpu Shuiku ligger 24 meter över havet. Arean är 14,1 kvadratkilometer. Runt Dongpu Shuiku är det i huvudsak tätbebyggt. Den sträcker sig 6,2 kilometer i nord-sydlig riktning, och 9,4 kilometer i öst-västlig riktning.
Genomsnittlig årsnederbörd är 1 419 millimeter. Den regnigaste månaden är juli, med i genomsnitt 236 mm nederbörd, och den torraste är december, med 33 mm nederbörd.